# PTS (Amphibienfahrzeug)

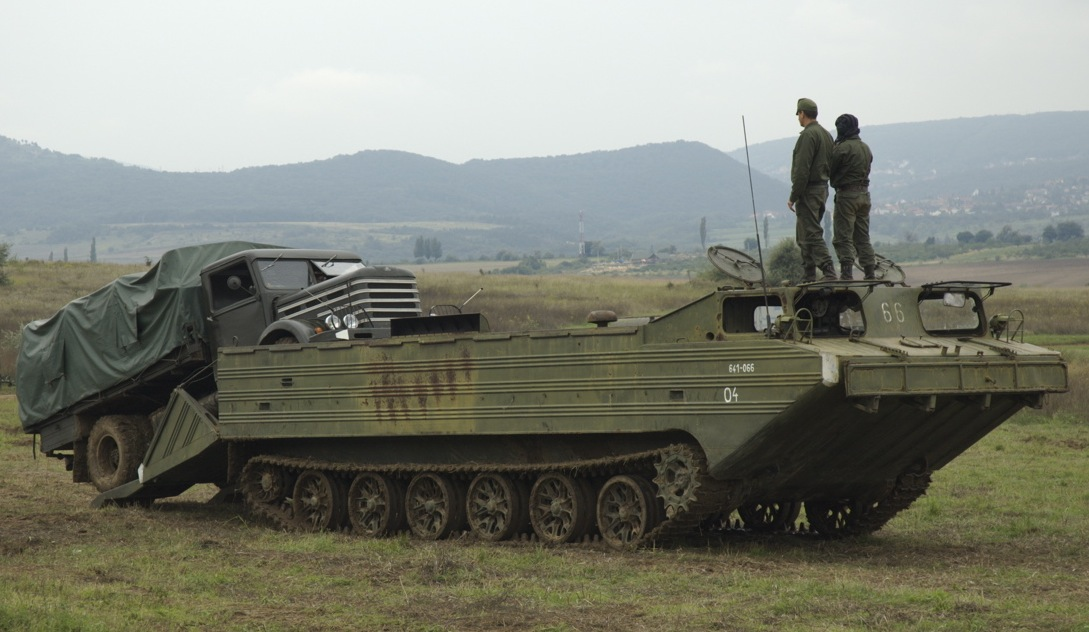
PTS-M, ehemals bei den ungarischen Streitkräften im Einsatz

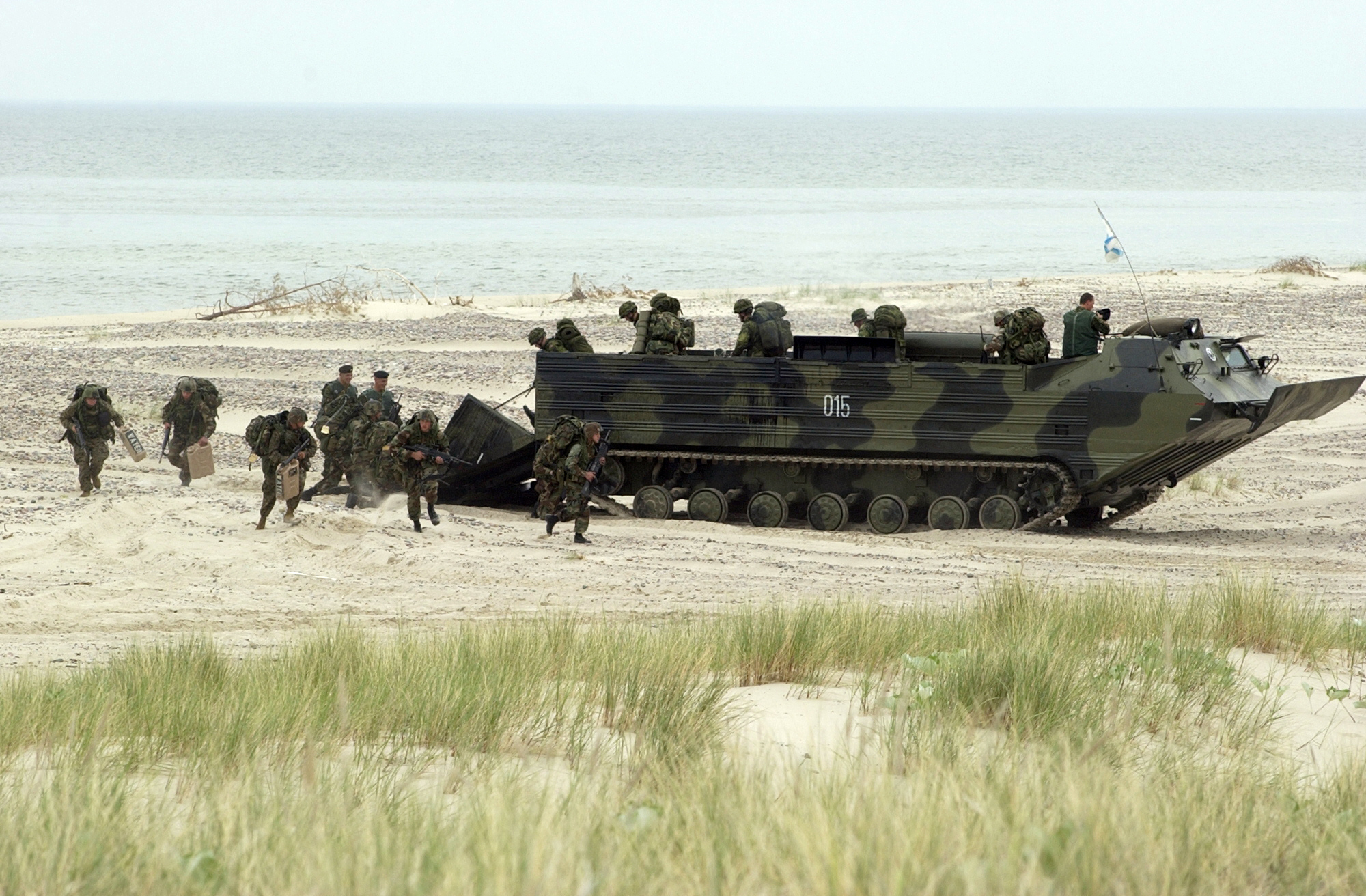
PTS-MP der polnischen Streitkräfte

Plawajuschtschi transportjor sredni (russisch Плавающий транспортёр средний auf dt.: mittlerer schwimmender Transporter), kurz: PTS (russisch ПТС) ist ein kettengetriebenes amphibisches Landungsfahrzeug aus sowjetischer Produktion. Es existieren mehrere Versionen des Fahrzeugs, wobei die erste Variante aus den 1960er-Jahren stammt.
Das ungepanzerte Vollkettenfahrzeug PTS wurde für das Übersetzen von Artillerie, Militärfahrzeugen und Landungstruppen konzipiert. Der erste Prototyp trug die Bezeichnung Objekt 65. Die ersten Einheiten wurden im Jahr 1965 der Truppe übergeben. Gegenüber den BAW und K-61 hatte die modernere PTS ein wesentlich höheres Ladegewicht von bis zu zehn Tonnen. Der Antrieb im Wasser erfolgt durch zwei Propeller.

## Versionen

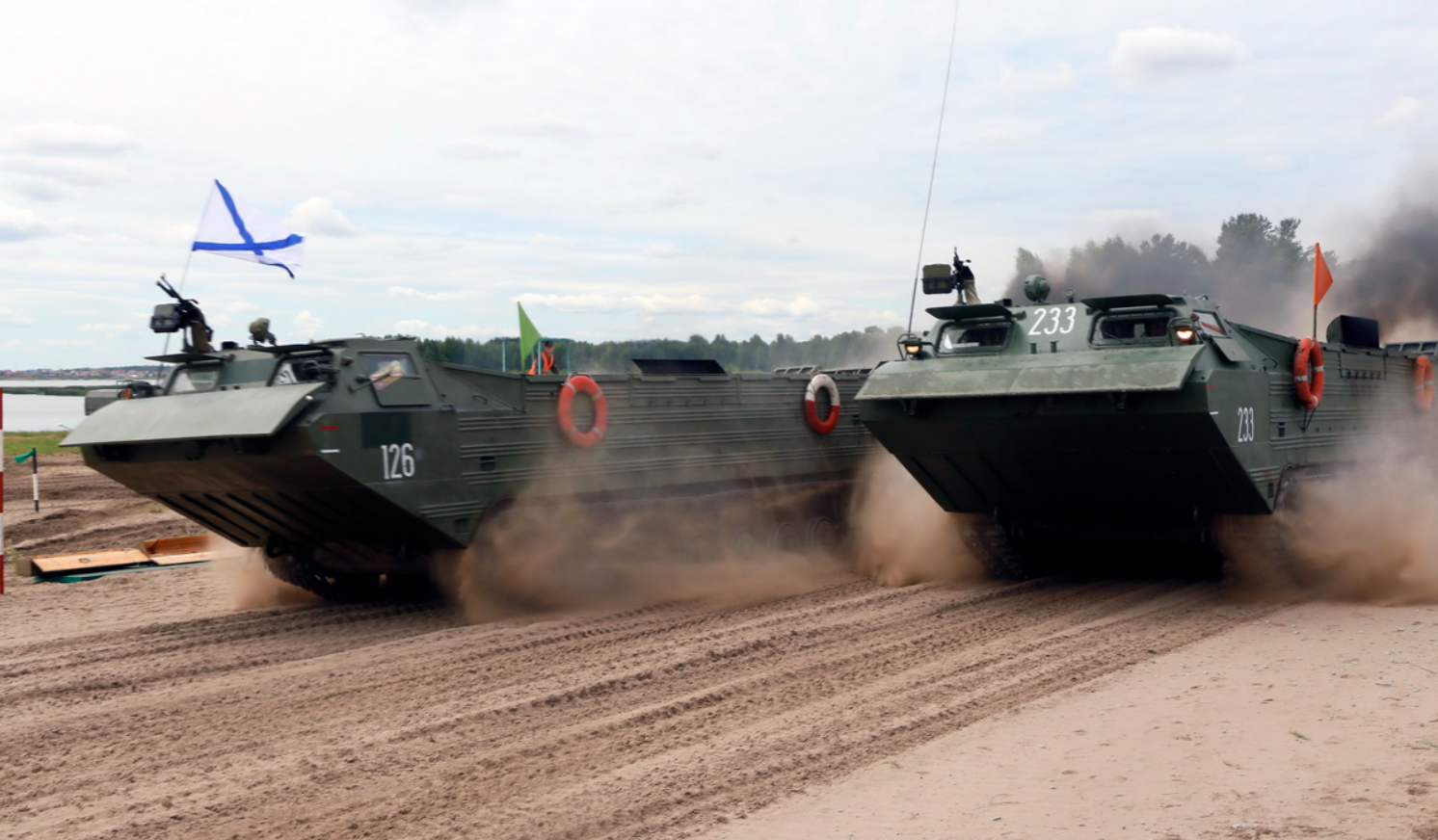
PTS-2 auf dem Marsch

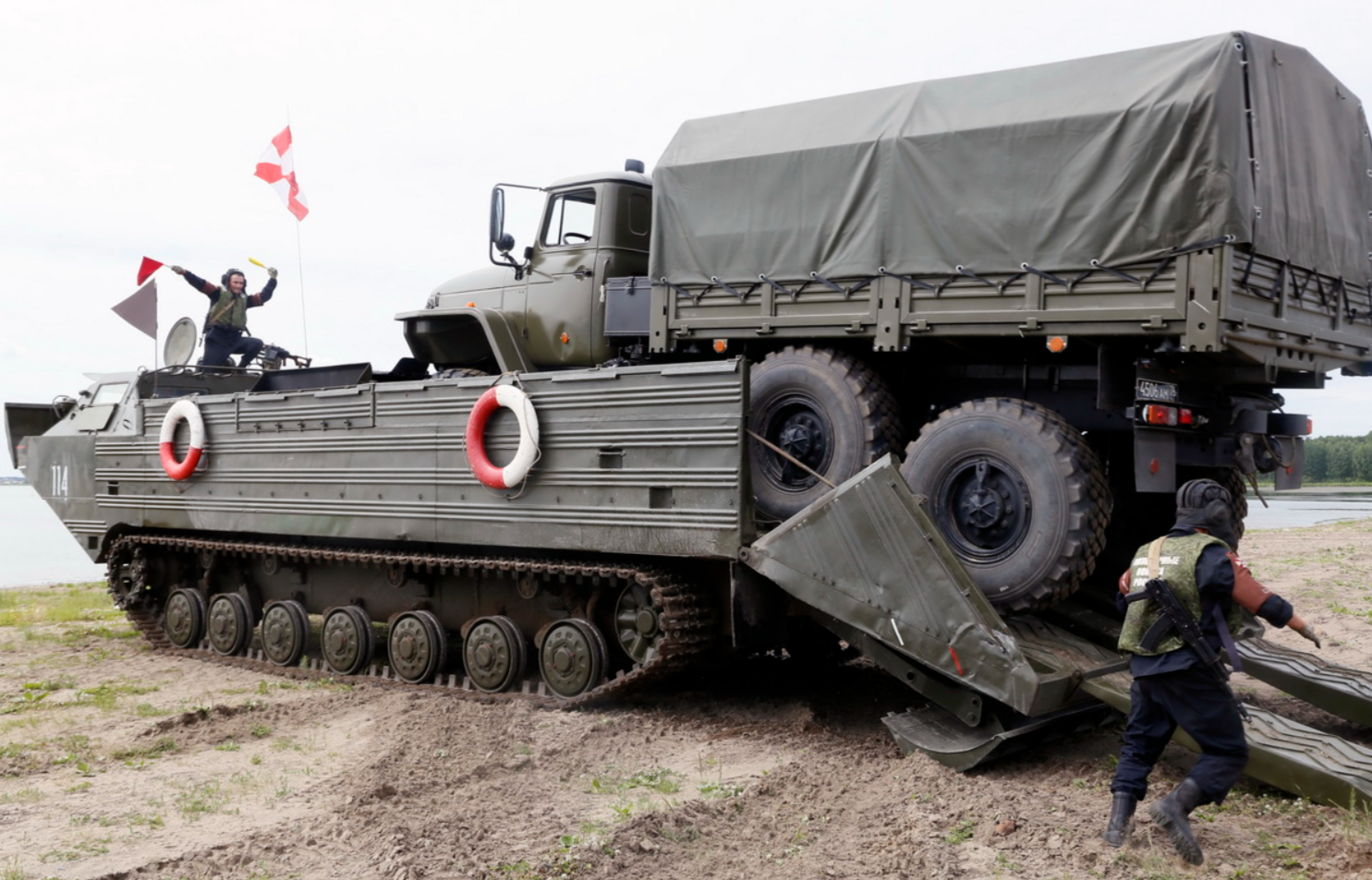
Beladen eines PTS-2 vor der Überfahrt

- PTS: Urversion der PTS, die auf dem Fahrgestell des Artillerieschleppers ATS-59 basiert.
- PTS-M: Verbesserte Version der PTS; bei der NVA als schwerer Schwimmwagen bezeichnet.
- PTS-M (tschechoslowakische Version): PTS-M mit einer 30-mm-Zwillingsmaschinenkanone[2]
- PTS-MP: Modernisierte Variante der PTS-M aus Polen.
- PTS-2: Modernisierte Variante der PTS-M, basierend auf dem Fahrgestell des T-64.
- PTS-3: Verbesserte Version der PTS-2 mit verändertem Wasserantrieb und hydraulischer Betätigung der Heckklappe.
- PTS-4: Neu entwickelte russische Variante, basierend auf dem Fahrwerk des T-80 und der Kraftübertragung des T-72.

## Verwendung
Die PTS und deren Varianten wurde bzw. werden von der Sowjetunion, Russland, der DDR, Bulgarien, Polen, Algerien, Angola, Kongo, Kuba, Ägypten, Indien, Iran, Indonesien, Libyen, Serbien, Montenegro, Tansania, Vietnam und Jemen eingesetzt.